# Gamsspitzl (Radstädter Tauern)
Gamsspitzl är ett berg i Österrike.   Det ligger i bergsområdet Radstädter Tauern i distriktet Sankt Johann im Pongau och förbundslandet Salzburg, i den centrala delen av landet, 240 km sydväst om huvudstaden Wien. Toppen på Gamsspitzl är 2 340 meter över havet, eller 35 meter över den omgivande terrängen. Bredden vid basen är 0,09 km.
Terrängen runt Gamsspitzl är bergig söderut, men norrut är den kuperad. Runt Gamsspitzl är det glesbefolkat, med 20 invånare per kvadratkilometer.. Närmaste större samhälle är Radstadt, 17,1 km norr om Gamsspitzl. 
I omgivningarna runt Gamsspitzl växer i huvudsak blandskog.